# آرپاد ساکاشیتش
آرپاد ساکاشیتش (مجاری: Szakasits Árpád; ۶ دسامبر ۱۸۸۸ – ۳ مهٔ ۱۹۶۵) سیاست‌مدار اهل مجارستان بود. وی از ۱۹۴۸ تا ۱۹۵۰ رئیس کشور مجارستان کمونیستی بود.
ساکاشیتش در ۳ مه ۱۹۶۵، در سن ۷۶ سالگی در بوداپست درگذشت.